# Arnold Vrijthoff
Jhr. Arnold Johan Theodoor Vrijthoff (Maastricht, 18 september 1863 − 's-Gravenhage, 11 juli 1924) was een Nederlands kunstschilder.

## Biografie
Vrijthoff was een lid van de familie Vrijthoff en een zoon van bankier jhr. Pierre François Emile Vrijthoff (1836-1890) en Anna Theodora Martina Hogerwaard (1832-1915). Hij was de laatste mannelijke telg van het adellijke geslacht Vrijthoff. Hij trouwde in 1887 met jkvr. Wilhelmina Cornelia van den Brandeler (1863-1936) en in 1909 met Louise Françoise Hojel (1866-1944); uit het eerste huwelijk werd een dochter geboren.
Vrijthoff was onder andere een leerling van zijn nicht Alice Hogerwaard (sinds 1908: Alice van den Abeelen-Hogerwaard) (1877-1960) en zijn neef Willem van Konijnenburg. Hij schilderde vooral (Limburgse) landschappen. Tot zijn vrienden behoorde de componist Carl Smulders (1863-1934), die hem het orkestwerk Rosch-Haschana, Prière pour violoncelle et orchestre (1898) opdroeg.